# Alejandro Rojas Wainer
Alejandro Víctor Manuel Rojas Wainer (Santiago, 31 de janeiro de 1945 - Vancouver, 16 de abril de 2018) foi um biólogo e político chileno. Foi presidente da Federação Estudantil da Universidade do Chile entre 1970 e 1973 e vice-presidente do Partido Comunista do Chile. Estudou na Universidade do Chile e foi eleito deputado da República em 1973. Ficou exilado após o golpe de Estado de 1973 na Alemanha Oriental e no Canadá, onde desenvolveu uma parte de sua carreira acadêmica.